# Julio Mayora
Julio Rubén Mayora Pernía (* 2. September 1996 in Maiquetía) ist ein venezolanischer Gewichtheber.

## Karriere
Julio Mayora wurde 2013 Vize-Juniorenweltmeister in der Klasse bis 56 kg. Im Seniorenbereich konnte er 2018 erste internationale Erfolge vorweisen. So wurde er im Mai zunächst Panamerikameister in der Klasse bis 69 kg, ließ bei den Zentralamerika- und Karibikspielen in Barranquilla Gold im Stoßen und im Reißen folgen und gewann am Ende des Jahres bei den Weltmeisterschaften in Aşgabat Bronze im Reißen sowie im Zweikampf. Bei den Panamerikanischen Spielen 2019 sicherte sich Mayora dann die Goldmedaille in der Klasse bis 73 kg, was ihm vier Jahre später erneut gelingen sollte. Im Jahr 2021 nahm er an den Olympischen Sommerspielen 2020, die aufgrund der COVID-19-Pandemie um ein Jahr verschoben werden mussten, teil. In der Klasse bis 73 kg gewann er die Silbermedaille. Es folgten eine Goldmedaillen bei den Südamerikaspielen 2022 und den Zentralamerika- und Karibikspielen 2023 sowie sein zweiter Panamerikameistertitel im Jahr 2023.